# Yalovaspor
Yalovaspor is een sportclub opgericht in 1963 te Yalova, Turkije. De clubkleuren zijn rood en groen. De thuisbasis van de voetbalclub is het Yalova Atatürkstadion.
Yalovaspor is het resultaat van de fusie tussen Gençlikspor en Kayaspor. De voetbalclub werd in 1989/90 kampioen in Türkiye Futbol Federasyonu 2. Lig (destijds derde divisie genoemd) zonder één wedstrijd te verliezen.
Naast voetbal houdt club zich ook bezig met volleybal. De damesploeg speelt in de hoogste Turkse volleybaldivisie.

## Bekende spelers
- Oktay Derelioğlu

## Gespeelde Divisies
Türkiye Futbol Federasyonu 1. Lig: 1990-1994
Türkiye Futbol Federasyonu 2. Lig: 1984-1990, 1994-2001, 2003-2007
Türkiye Futbol Federasyonu 3. Lig: 2001-2003, 2007-